# 587년

## 연호
- 남진(南陳) 정명(禎明) 원년
- 후량(後梁) 광운(廣運) 2년
- 수(隋) 개황(開皇) 7년
- 신라(新羅) 건복(建福) 4년

## 기년
- 남진(南陳) 후주(後主) 5년
- 수(隋) 문제(文帝) 7년
- 신라(新羅) 진평왕(眞平王) 9년
- 고구려(高句麗) 평원왕(平原王) 29년
- 백제(百濟) 위덕왕(威德王) 34년

## 탄생
- 신라(新羅) 문흥왕(文興王, 추존) 김용춘(金龍春).